# Abaco (Bahamas)
Die Abaco-Inseln sind eine Inselgruppe im Norden der Bahamas.

## Geographie
Die Abaco-Inseln sind die zweitgrößte Inselgruppe der Bahamas. Zu ihnen zählen neben den beiden Hauptinseln Great Abaco und Little Abaco zahlreiche kleinere Inseln wie Wood Cay, Green Turtle Cay, Great Guana Cay, Castaway Cay (früher: Gorda Cay), Elbow Cay, Man-o-War Cay, Stranger’s Cay, Umbrella Cay, Walker’s Cay und Moore’s Island.

## Geschichte
Die Ureinwohner von Abaco waren die aus den Taíno hervorgegangenen Lucaya-Indianer, die hier wohl um das 10. Jahrhundert erste dauerhafte Siedlungen errichteten. Die Lucaya nannten die Inseln Habacoa. Nach der Entdeckung Amerikas 1492 durch das spanische Kolonialreich wurden sie versklavt und zur Arbeit in den Zuckerrohrplantage und Goldminen Hispaniolas gezwungen, später auch zum Perlentauchen auf Cubagua. Innerhalb von fünf Jahrzehnten waren sie ausgestorben.
1625 versuchten Franzosen vergeblich, die Insel zu kolonisieren.
Während der Amerikanischen Revolution diente Abaco ebenso wie Cat Island als „sicherer Hafen“ für die britischen Loyalisten auf der Flucht aus den neuen unabhängigen Vereinigten Staaten. Auf Green Turtle Cay gründeten sie wahrscheinlich in den 1770er-Jahren die Siedlung New Plymouth. Die erste Siedlung auf der Hauptinsel wurde im Jahr 1783 von 600 Flüchtlingen aus New York am nördlichen Ende von Treasure Cay gegründet. Sie wurde nach dem britischen General in Nordamerika Sir Guy Carleton Carleton Point genannt. Zwei Jahre später wurde die Siedlung von einem Hurrikan getroffen und in der Folge wurde sie aufgegeben. Die Siedler zogen nach Süden, gründeten Marsh Harbour und besiedelten weitere Orte an der Küste der Hauptinseln und kleinere Cays.
Die Zahl der Einwohner wuchs rasch auf etwa 2000 an, die anfänglich erfolgreich Baumwolle anbauten. Als jedoch die Erträge nach wenigen Jahren aufgrund von Schädlingen und Nachlassen der Bodenfruchtbarkeit zurückgingen, wanderten viele Sieder wieder ab und nur etwa 400 blieben auf den Inseln zurück. Wirtschaftliche Grundlage waren nun die Fischerei, der Schiffbau und die Bergung von Fracht verunglückter Schiffe. Während des US-amerikanischen Sezessionskriegs in den 1860er-Jahren profitierten die Einwohner von Schmugglern und konföderierten Blockadebrechern, die ihre Schiffe in den Buchten vor der Marine der Unionsstaaten versteckten. Das Ende des Krieges läutete eine Rezession auf Abacos ein. Während der Zeit der Prohibition in den Vereinigten Staaten beteiligten sich die Einwohner der Insel am gewinnbringenden Alkoholschmuggel.
Am 1. September 2019 wurden die Abaco-Inseln vom Kategorie-5-Hurrikan Dorian getroffen. Dabei wurden etwa 90 Prozent der Häuser und Infrastruktur auf der Insel zerstört.

## Bevölkerung
Die Gesamtbevölkerung der Abaco-Inseln zählt rund 17.200 Personen, davon sind über 4.400 Haitianer. Das administrative und wirtschaftliche Zentrum ist Marsh Harbour.

## Wirtschaft und Infrastruktur
Ursprünglich waren die bedeutendsten Wirtschaftszweige auf Abaco Schiffbau und Fischerei, mittlerweile dominiert Tourismus und der Anbau von Zitrusfrüchten.
Die Inseln sind ein bekannter Ausgangspunkt für Segelaktivitäten auf den Bahamas und ein Tourismuszentrum. Der rot-weiß gestreifte Leuchtturm auf Elbow Cay bei Hope Town ist eine bekannte lokale Sehenswürdigkeit.